# Длиннохвостые осоеды
Длиннохвостые осоеды (лат.  Henicopernis) — род хищных птиц из семейства ястребиных (Accipitridae).

## Классификация
Оба вида являются эндемиками Папуа — Новой Гвинеи. Генетические исследования показали, что они тесно связаны с австралийскими эндемичными видами Lophoictinia isura и Hamirostra melanosternon. Эти четыре вида образуют монофилетическую кладу, родственную Aviceda, в подсемействе Perninae. Было высказано предположение, что их можно было бы объединить в один род, причем родовое название Hamirostra имеет приоритет.
В состав рода включают два вида:
| Изображение | Научное название                                | Русское название    | Распространение                    |
| ----------- | ----------------------------------------------- | ------------------- | ---------------------------------- |
|             | Henicopernis longicauda (Lesson & Garnot, 1828) | Длиннохвостый осоед | Новая Гвинея и близлежащие острова |
|             | Henicopernis infuscatus Gurney, 1882            | Чёрный осоед        | Новая Британия                     |

## Описание
Оба вида характеризуются длинными крыльями, узкими у основания и широкими на окончаниях; длинными второстепенными маховыми перьями и длинным хвостом.
Обитают во влажных равнинных и горных тропических лесах. Питаются в основном членистоногими, а также ящерицами, птицами и птичьими яйцами; мелкими млекопитающими. Размножение не исследовано.